# Air Europe (Royaume-Uni)

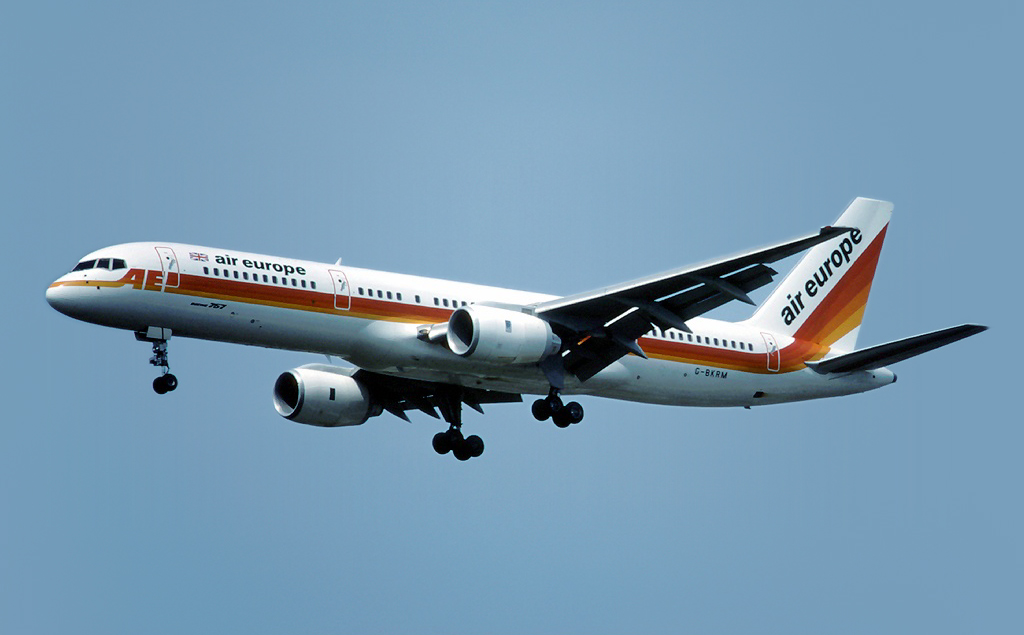
Boeing 757-236 de la société Air Europe

Air Europe est une compagnie aérienne britannique privée et indépendante, fondée en 1978 sous le nom de Inter European Airways. Le nom Air Europe est adopté dans les années qui suivent. La compagnie siège initialement à Reigate dans le Surrey mais se déplace à Crawley dans le Sussex de l'Ouest. Son principal hub est l'aéroport de Londres Gatwick, où elle commence ses opérations commerciales en mai 1979 avec trois Boeing 737-200 Advanced neufs.